# Wasilij Konotop

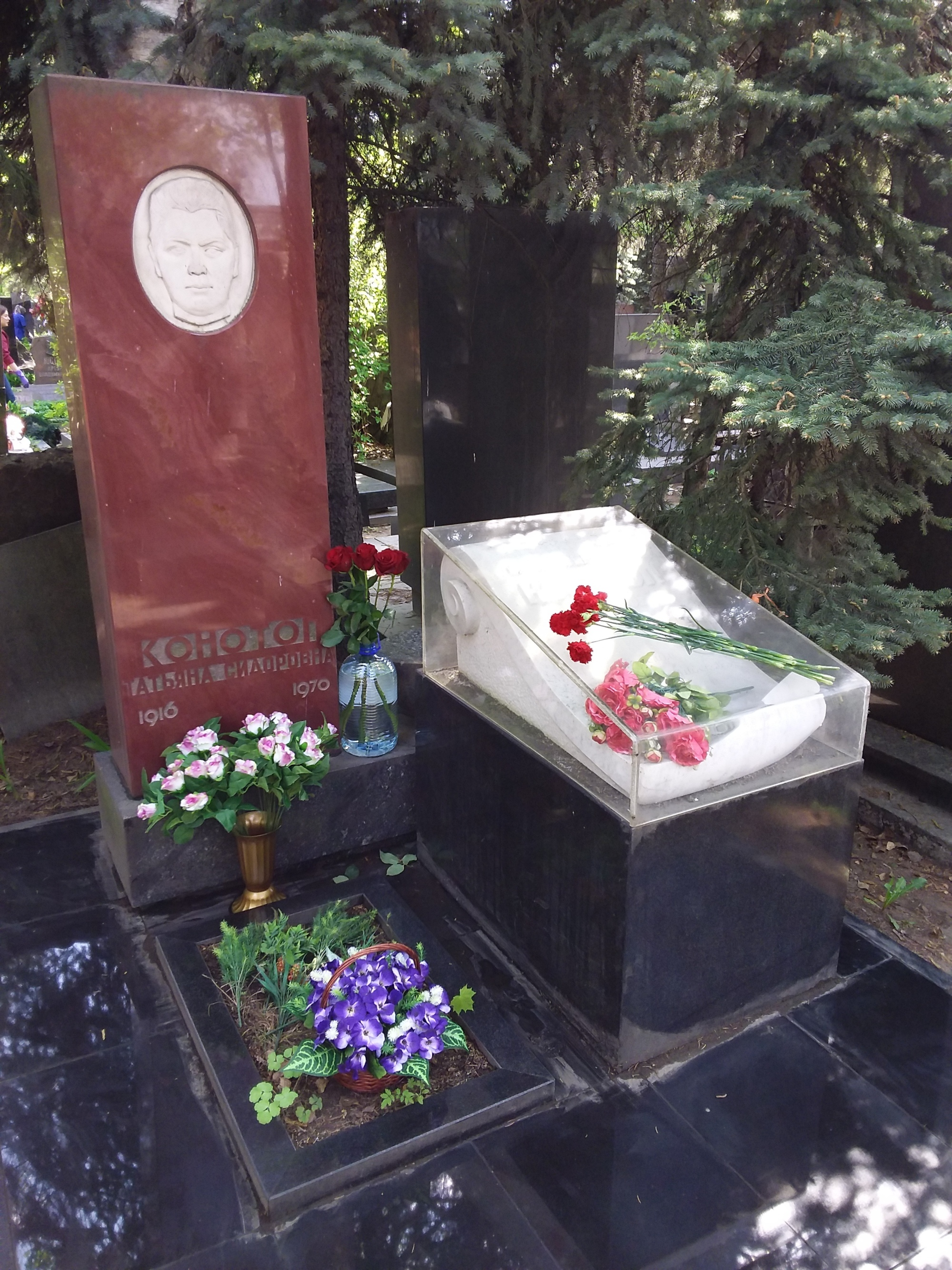
Grób Wasilija Konotopa na Cmentarzu Nowodziewiczym

Wasilij Iwanowicz Konotop (ros. Василий Иванович Конотоп, ur. 13 lutego 1916 we wsi Buda w guberni charkowskiej, zm. 1995 w Moskwie) – radziecki polityk, przewodniczący Komitetu Wykonawczego Rady Obwodowej w Moskwie (1959-1962), członek KC KPZR] (1964-1986).
Po ukończeniu technikum chemicznego w Charkowie studiował 1935-1940 w Charkowskim Instytucie Mechaniczno-Inżynieryjnym, potem pracował w fabryce parowozów w Woroszyłowgradzie (obecnie Ługańsk) i fabryce czołgów w Omsku. Od sierpnia 1942 inżynier-konstruktor, od 1944 w WKP(b), zastępca sekretarza komitetu WKP(b) i partyjny organizator KC WKP(b) w fabryce parowozów w obwodzie moskiewskim. 1952-1956 I sekretarz rejonowego komitetu KPZR w Moskwie, od lipca 1956 do 8 kwietnia 1959 II sekretarz Komitetu Obwodowego KPZR w Moskwie, od 10 marca 1959 do grudnia 1962 przewodniczący Komitetu Wykonawczego Rady Obwodowej w Moskwie. Od 31 października 1961 zastępca członka, a od 16 listopada 1964 do 25 lutego 1986 członek KC KPZR. Od 6 grudnia 1962 do 17 stycznia 1963 przewodniczący Biura Organizacyjnego Komitetu Obwodowego KPZR w Moskwie ds. Produkcji Rolnej, od 17 stycznia 1963 do 15 grudnia 1964 I sekretarz Wiejskiego Komitetu Obwodowego KPZR w Moskwie. Od 15 grudnia 1964 do 16 listopada 1985 I sekretarz Komitetu Obwodowego KPZR w Moskwie, następnie na emeryturze. Odznaczony czterema Orderami Lenina i Orderem Przyjaźni Narodów. 1954-1986 deputowany do Rady Najwyższej ZSRR od 4 do 9 kadencji, 1966-1984 członek Prezydium Rady Najwyższej ZSRR. Pochowany na Cmentarzu Nowodziewiczym.